# Specklinia striata
Specklinia striata là một loài thực vật có hoa trong họ Lan. Loài này được (H.Focke) Luer mô tả khoa học đầu tiên năm 2004.